# Макаренко, Николай Константинович
Никола́й Константи́нович Мака́ренко (укр. Микола Костянтинович Макаренко; 19 декабря 1912, город Александровск (ныне Запорожье) — 8 октября 1982) — советский и украинский актёр театра и кино, кинорежиссёр и сценарист. Член Союза кинематографистов Украинской ССР.

## Биография
Родился в семье рабочего.
В 1930 году окончил Запорожский техникум машиностроения. В 1935 — актёрское и режиссёрское отделения Киевского института театрального искусства (ныне Киевский национальный университет театра, кино и телевидения имени И. К. Карпенко-Карого), в 1937 — аспирантуру этого же института.
В 1935—1937 — актёр и режиссёр Киевского драматического театра им. И. Я. Франко, в 1937—1941 — преподавал в Киевском институте театрального искусства.
Участник Великой Отечественной войны. 
В 1942—1956 — режиссёр ряда театров Запорожья, Ворошиловграда, Винницы, Киева.
С 1956 — режиссёр Киевской киностудии им. А. Довженко.
Автор ряда пьес, которые шли на сценах театров Украины, были напечатаны в прессе, сценариев, а также статей по вопросам киноискусства в периодической печати.

## Фильмография

### Актёрские работы
- 1935 — Джульбарс — Ткаченко
- 1939 — Моряки — Дмитрий Демченко, комиссар подводной лодки
- 1939 — Степан Разин — есаул Разина
- 1939 —  Щорс — командир отряда Антонюк
- 1940 — Майская ночь — Левко, сын головы
- 1940 — Небеса — лётчик Орешкин
- 1959 — В едином строю

### Режиссёрские работы
- 1957 — Далёкое и близкое
- 1960 — Кровь людская — не водица
- 1961 — Дмитро Горицвит
- 1963 — Люди не всё знают
- 1970 — Хлеб и соль

### Сценарные работы
- 1960 — Кровь людская — не водица
- 1961 — Дмитро Горицвит
- 1963 — Люди не всё знают